# Верхнеторецкое
Верхнеторе́цкое (укр. Верхньоторецьке) — посёлок в Очеретинской поселковой общине Покровского района Донецкой области Украины.

## Географическое положение
Расположен на берегах реки Кривой Торец. В Верхнеторецком находится устье реки Очеретоватой.

## История
Село основано в 1772 году, до 1978 года носило название Скотоватое.
По состоянию на начало 1976 года крупнейшим предприятием посёлка был кирпичный завод. В 1978 году здесь действовали колхоз, комбинат бытового обслуживания, средняя школа, больница, поликлиника и Дом культуры.

### Российско-украинская война
После референдума 11 мая 2014 года посёлок был занят силами ДНР, в дальнейшем оказался в зоне боевых действий.
Оказавшись в центре боевых действий, посёлок сильно пострадал от них. Согласно официальной статистике, в период до 31 декабря 2017 года было повреждено в различной степени 277 жилых домов и объектов инфраструктуры, среди которых детский сад, школа, церковь, поселковый совет.
За период активных боевых действий в Верхнеторецком погибли 16 мирных жителей, 12 были ранены.

## Инфраструктура
Железнодорожная станция Скотоватая на линии Ясиноватая — Константиновка Донецкой железной дороги. С 30 декабря 2018 года восстановлено движение электропоездов Скотоватая — Фенольная — Славянск. В ходу 2 пары (утром и вечером).
На северной окраине Верхнеторецкого находится станция Новобахмутовка линии Очеретино — Горловка.
К посёлку со стороны граничащего с Верхнеторецким посёлком Бетманово примыкает стратегически важная автодорога Е50, соединяющая Горловку, Ясиноватую и Донецк.
В посёлке есть общеобразовательная школа им. Александра Сибирцева.

## Достопримечательности
В Верхнеторецком находится храм святого великомученика Дмитрия Солунского, который изображен на гербе Верхнеторецкого. Свято-Димитриевский храм принадлежит Ясиноватскому благочинию донецкой епархии украинской православной церкви Московского патриархата.

## Население
В 1978 году численность населения составляла 4,3 тыс. человек.
В январе 1989 года численность населения составляла 3579 человек.
По состоянию на 1 января 2013 года численность населения составляла 2975 человек.
С началом войны на Донбассе и связанных с ней обстрелов половина населения выехала из посёлка, однако затем люди вернулись обратно, причём в посёлок переехали и те, кто ранее проживал в более неблагоприятных с точки зрения количества обстрелов регионах. На 2017 год в посёлке проживали 152 ребёнка школьного и дошкольного возраста, тогда как до начала боевых действий их было 198.

## Уроженцы
- В Скотоватом родился Герой Украины Александр Николаевич Богданов.
- В Скотоватом родился советский учёный Абрам Александрович Белицкий.